# Haramíyids
Els haramíyids (Haramiyidae) són una família de mamaliaformes extints que visqueren entre el Triàsic superior i el Juràssic inferior. Es tracta d'un dels grups de protomamífers més enigmàtics, car pràcticament només se n'han trobat restes fragmentàries i els paleontòlegs tenen molt pocs indicis per determinar-ne la posició en el llinatge mamiferoide. Els fòssils de dents que se n'han descobert indiquen que eren animals capaços de mastegar el seu aliment.